# Stumpvingeharkrank
Stumpvingeharkrank (Tipula autumnalis) är en tvåvingeart som beskrevs av Friedrich Hermann Loew 1864. Stumpvingeharkrank ingår i släktet Tipula och familjen storharkrankar. Enligt den svenska rödlistan är arten starkt hotad i Sverige. Arten förekommer på Öland. Artens livsmiljö är skogslandskap, jordbrukslandskap. Inga underarter finns listade i Catalogue of Life.